# Katia Polletin
Katia Polletin, född 24 mars 1967, är en österrikisk skådespelerska. Hon spelade titelrollen i TV-serien Heidi.

## Fotnoter
1. ↑  Gemeinsame Normdatei, läst: 9 april 2014.[källa från Wikidata]